# Daniel Marchant
Daniel Marchant (Andenne, 23 september 1950) is een voormalig Belgisch lid van het Waals Parlement. 

## Levensloop
Hij werd beroepshalve onderwijzer. In de herfst van 1981 trad hij toe tot Ecolo en werd toegelaten tot de Ecolo-afdeling van het arrondissement Namen.
Van 1985 tot 1995 was hij provincieraadslid van de provincie Namen en van 1991 tot 1995 was hij ondervoorzitter van de provincieraad. Bij de verkiezingen van 1995 werd hij dan voor het arrondissement Namen verkozen tot lid van het Waals Parlement en van het Parlement van de Franse Gemeenschap. Ondanks zijn grote parlementaire activiteit was hij bij de verkiezingen van 1999 geen kandidaat meer om herkozen te worden. 
Nadat Ecolo bij die verkiezingen een grote overwinning behaalde, trad de partij toe tot de federale regering, de Franse Gemeenschapsregering en de Waalse Regering. José Daras, die minister in de Waalse Regering werd, vroeg aan Marchant om zijn kabinetschef te worden, wat hij aanvaardde. Omdat hij echter vond dat Ecolo te weinig kon bereiken in de regeringen, stopte hij in augustus 2001 als kabinetschef en werd hij opnieuw onderwijzer. Eind 2001 verliet hij uit ontevredenheid de partij Ecolo en stapte enkele maanden later over naar het cdH.
Voor het cdH was hij in 2003 kandidaat bij de federale verkiezingen, maar werd niet verkozen. In december 2006 werd hij wel OCMW-raadslid van de stad Namen.